# Långträsket (Nederluleå socken, Norrbotten)
Långträsket är en sjö i Luleå kommun i Norrbotten och ingår i Altersundet-Luleälvens kustområde. Sjöns area är 0,041 kvadratkilometer och den befinner sig 25 meter över havet.